# Белица (Македонски Брод)
Белица (мкд. Белица) је насеље у Северној Македонији, у средишњем делу државе. Белица припада општини Македонски Брод.

## Географија
Насеље Белица је смештено у средишњем делу Северне Македоније. Од седишта општине, градића Македонски Брод, насеље је удаљено 35 km северно.
Рељеф: Белица се налази у области Порече, која обухвата средишњи део слика реке Треске. Дато подручје је изразито планинско. Насеље је на десној обале реке Треске, у најужем делу тока, у оквиру Поречке клисуре. Источно од насеља уздижу се планине Јакупица и Караџица. Надморска висина насеља је приближно 560 m.
Клима у насељу је планинска због знатне надморске висине.

## Историја
Почетком 20. века, као и Порече, становништво Белице је било наклоњено српској народној замисли, па се месно становништво изјашњавало Србима. Ту је 1900. године било 37 српских православних домова, а школска деца су ишла у суседно место Црешњево.
Српска православна црква опустошена је 1903. године током Илинданског устанка.

## Становништво
По попису становништва из 2002. године, Белица је имала 106 становника.
Претежно становништво у насељу су етнички Македонци (100% према последњем попису).
Већинска вероисповест у насељу је православље.

## Галерија
- Белица, сеоски сокак
- Белица, сеоска градња
- Порта беличке цркве
- Белица, поток који протиче кроз село